# Gelidocalamus
Gelidocalamus és un gènere de bambús de la família de les poàcies, ordre de les poals, subclasse de les commelínides, classe de les liliòpsides, divisió dels magnoliofitins.

## Taxonomia
- Gelidocalamus kunishii